# ژنگ میژو
ژنگ میژو (چینی: 郑美珠؛ زادهٔ ۵ نوامبر ۱۹۶۲) بازیکن والیبال اهل چین است.
وی در مسابقات کشوری و بین‌المللی در مجموع برندهٔ ۴ مدال طلا، ۱ مدال برنز شده‌است.